# 13-й Сербский корпус (НОАЮ)
13-й Сербский корпус НОАЮ (сербохорв. Тринаести српски корпус НОВЈ / Trinaesti srpski korpus NOVJ) — воинское формирование НОАЮ, сформированное 7 сентября 1944 и участвовавшее в Народно-освободительной войне Югославии. Принимал участие в Нишской и Косовской операции, противостоял группе армий «E».

## История
На момент образования корпус насчитывал 8 тысяч человек и включал в себя 2-ю Пролетарскую, 22-ю и 24-ю сербские дивизии. 20 сентября 1944 года из его состава была выведена 2-я Пролетарская дивизия, которую сменила 46-я Сербская дивизия. С октября 1944 года в его составе была и 47-я Сербская дивизия. Командиром корпуса был Народный герой Югославии Любо Вучкович, политическим комиссаром — Василие Смаевич. 3 декабря 1944 года его штаб был расформирован, командование над частями корпуса передали Главному штабу народно-освободительной армии и партизанских отрядов (НОАиПО) Сербии .
13-й корпус участвовал в боях в Южной Сербии между реками Ибар, Западная Морава и Нишава, а также на югославско-болгарской границе, реке Пчиня и в Косово и Метохии. 8 сентября 1944 года по приказу Главного штаба НОАиПО Сербии корпус направлен в долину Южной Моравы и Нишавы, чтобы воспрепятствовать отступлению группы армий «E» вермахта из Греции и Македонии. В начале сентября корпусом были освобождены сёла Вране, Буяновац, Владичин-Хан, Сурдулица (8 сентября); Бабушница, Пирот, Цариброд и Босилеград (10 сентября). К середине сентября противник остался только в гарнизонах Ниша, Лесковаца и Властоинце. 9 сентября 13-й Сербский корпус нанёс поражение Чегарскому корпусу четников.
В конце сентября — начале октября корпус вел бои с немецкими войсками из группы армий «E», которые прорвались из Скопье в направлении Белграда. На помощь 13-му Сербскому корпусу подошли 2-я болгарская армия и 223-я стрелковая дивизия РККА. С 8 по 14 октября корпус бился за Ниш, освободив Властоинце 10 октября, Лесковац и Вране 11 октября. После взятия Ниша немецкой армии был перекрыт путь к отступлению через долину Моравы. Во второй половине октября — начале ноября корпус участвовал в освобождении северной части Косово и Метохии. 19 ноября освободил Приштину, 20 ноября — Вучитрн, 22 ноября — Косовску-Митровицу, 30 ноября — Нови-Пазар.